# Akrem Ben Sassi
Akrem Ben Sassi, né le 23 octobre 1983, est un footballeur tunisien évoluant au poste de défenseur.

## Carrière
- juillet 2009-août 2012 : Olympique de Béja (Tunisie)
- août 2012-octobre 2020 : Stade gabésien (Tunisie)
- octobre 2020-juillet 2022 : Espoir sportif de Hammam Sousse (Tunisie)

## Palmarès
- Vainqueur de la coupe de Tunisie en 2010